# William Marlin
William Marlin né le 21 octobre 1950 est un homme politique de Saint-Martin, Premier Ministre de son pays de 2015 à 2017.